# مارينا خان (ممثلة)
مارينا خان (بالأردوية: مارینہ خان؛ بالإنجليزية: Marina Khan) هي منتجة تلفزيونية ومخرجة وممثلة باكستانية، ولدت في 26 ديسمبر 1962 في بيشاور في باكستان.

## وصلات خارجية
- مارينا خان على موقع IMDb (الإنجليزية)